# Dactylagnus parvus
Dactylagnus parvus är en fiskart som beskrevs av Dawson, 1976. Dactylagnus parvus ingår i släktet Dactylagnus och familjen Dactyloscopidae. IUCN kategoriserar arten globalt som livskraftig. Inga underarter finns listade i Catalogue of Life.